# Loco por vos (película)
Loco por vos es una película colombiana de 2020 dirigida y coescrita por Felipe Martínez Amador. Estrenada el 23 de enero de 2020 en las salas de cine colombianas, fue protagonizada por Laura Londoño, Roberto Urbina, Raúl Ocampo, Germán Quintero, Mónica Lopera y Julián Arango.

## Sinopsis
Lucas y Simón son dos muy buenos amigos que trabajan en una agencia creativa en Bogotá. En una fiesta organizada por ambos para su jefa Johanna, Lucas conoce a Lina, una paisa que se encuentra en Bogotá para realizar los trámites de la visa con el fin de viajar a los Estados Unidos a estudiar una carrera en diseño de moda. Decidido a conquistarla a toda costa, Lucas viaja hasta Medellín y se encuentra con una cultura totalmente diferente, dándose cuenta de que primero tendrá que conquistar a la excéntrica familia de Lina para poder ganar su corazón.

## Reparto principal
- Laura Londoño es Lina.
- Roberto Urbina es Lucas.
- Raúl Ocampo es Simón.
- Mónica Lopera es Johanna.
- Germán Quintero
- Julián Arango
- Reykon
- Federico Rivera
- Carmenza Cossio
- Manuela Valdés
- Daniel Patiño "paisa"